# قناة في
قناة في (بالإنجليزية: Channel V)‏ كانت قناة تلفزيونية موسيقية مدفوعة لعموم آسيا، ومملوكة لمجموعة مجموعة شبكات فوكس آسيا المحيط الهادئ، وهي وحدة قناة تلفزيونية مدفوعة تابعة لشركة والت ديزني مباشرة إلى المستهلك والعالم. تم إطلاقها من قبل ما كان في ذلك الوقت ستار تي في لتحل محل إم تي في آسيا. النسخة الصينية من القناة الرئيسية مملوكة لشركة ستار تشاينا الإعلامية والقنوات الأسترالية كانت مملوكة لشركة فوكستيل حتى إغلاقها.
تشغل [V] حاليًا إما قناة محلية أو تتابع للنسخة الدولية في هونغ كونغ، ماكاو، جنوب شرق آسيا، الشرق الأوسط وشمال أفريقيا، الصين، تايلاند. كانت تعمل سابقًا في إصدارات محلية في الهند، الفلبين، تايوان، كوريا الجنوبية، اليابان وأستراليا.

## تاريخ
تم إطلاق قناة [V] في الأصل باسم إم تي في آسيا، وتم تغيير ذلك في 1 مايو 1994.

## برامج
من برامج القناة:
- ذا بلاي-ليست - قائمة تشغيل مكونة من سبعة مقاطع فيديو موسيقية يختارها المشاهد.
- توب 5 - أهم 5 مقاطع في الوقت الحالي من نوع معين، بدءًا من الموسيقى الإلكترونية الراقصة، الروك، الهيب هوب، البوب، كي-بوب وموسيقى الإيندي.
- [V] لووب - برنامج يحتوي على 2-3 مواضيع وعادة ما يتضمن 2-3 أغانٍ لكل موضوع.
- دوبل شوت - يتم تشغيل مقطعي فيديو موسيقيين متتاليين لهما رابط مع بعضهما البعض.
- إكس أو - قائمة تشغيل لموسيقى بديلة لفنانين عالميين.
- [V] مورنينغ فيكس - ابدأ يومك على الجانب الأيمن من السرير مع أفضل الضربات.
- كي-بوب إكسبلوجن - أكثر مقاطع كي-بوب عصرية وشعبية في الوقت الحالي.
- باك تراكس - أغاني مشهورة من عقد 1950، 1960، 1970، 1980، 1990، 2000، وحتى 2010.